# Craspedosis picoides
Craspedosis picoides är en fjärilsart som beskrevs av Reginald James West 1929.
Craspedosis picoides ingår i släktet Craspedosis och familjen mätare. Inga underarter finns listade i Catalogue of Life.